# Arbeitsgemeinschaft für Agrarfragen
Die Arbeitsgemeinschaft für Agrarfragen, genaue Bezeichnung Arbeitsgemeinschaft für Agrarfragen in den Ländern Brandenburg, Mecklenburg-Vorpommern, Sachsen, Sachsen-Anhalt, Thüringen e.V. (AfA), ist die Organisation und Interessenvertretung von sogenannten Alteigentümern überwiegend land- und forstwirtschaftlicher Immobilien auf dem Gebiet der ehemaligen DDR. Sitz der Geschäftsstelle ist Berlin.
Sie hat vor dem Bundesverfassungsgericht und dem Europäischen Gerichtshof für Menschenrechte im Zusammenhang mit dem Restitutionsverbot für die zwischen 1945 und 1949 während der sogenannten Boden- und Industriereform konfiszierten, sich 1990 im Volkseigentum der DDR befindlichen land- und forstwirtschaftlichen Flächen, unterstützt. Sie setzt sich nach wie vor für die Belange der Alteigentümer gegenüber Regierung und Parlament ein, insbesondere auch für eine strafrechtliche Rehabilitierung der seinerzeitigen Unrechtsmaßnahmen und betreibt Öffentlichkeitsarbeit.

## Ziele
Ziele der politischen Arbeit sind die politische und juristische Aufarbeitung von Unrecht und Entrechtung der von der kommunistischen „Bodenreform“ betroffenen ca. 10.000 Familien; eine weitere Verbesserung der Wiedergutmachungsleistungen in Höhe von drei Prozent des Verkehrswertes nach dem Ausgleichsleistungsgesetz; die Abwicklung der Ausgleichsleistungsverfahren bei Vermögensämtern; die Rückgabe von Kunstgegenständen sowie eine Konsolidierung wiedereingerichteter land- und forstwirtschaftlicher Familienbetriebe und eine Arrondierung zurückerworbener Flächen.
Die Mitgliedschaft steht allen ehemaligen Eigentümern von land- oder forstwirtschaftlichem Besitz im Gebiet der früheren DDR und deren Erben offen.

## Beschwerde vor dem Europäischen Gerichtshof für Menschenrechte (EGMR)
Eine von der AfA maßgeblich vorbereitete und eingebrachte Alteigentümerbeschwerde beim EGMR scheiterte nach Ansicht von Rechtsexperten daran, dass nicht auf die unbestreitbare politische Verfolgung und pauschale Diffamierung der Boden- und Industriereformopfer in der SBZ abgestellt wurde, sondern weil ausschließlich eine finanzielle Nachbesserung der Leistungen nach dem Entschädigungs- und Ausgleichsleistungsgesetz (EALG) erreicht werden sollte. Der (mündliche) Verhandlungsführer der BRD vor dem EGMR, Jochen Frowein, führte hierzu aus, dass es „keine berechtigte Erwartung der Kläger gegeben habe.“ Frowein wies ferner darauf hin, dass „das Unrecht politischer Verfolgung nie von Deutschland anerkannt werden würde, weil das gegen die Wiener Konvention verstieße. Die Betroffenen politischer Verfolgung würden von Deutschland alles zurückbekommen, daran könne es keinen Zweifel geben“, erklärte Frowein in der mündlichen Verhandlung vor der Großen Kammer des EGMR. Dann erfolgte Froweins entscheidender Satz: „But this ist not our subject here!“ (Aber dies ist nicht unser Thema hier!).

## Organisation
Die Mitglieder vertreten/repräsentieren in ihrer Mehrzahl Erbengemeinschaften. Die AfA vertritt nach eigenen Angaben circa 12.000 Betroffene, die in den Jahren 1945 bis 1949 Opfer von Vertreibung und Konfiskationen unter der Sowjetischen Militäradministration in Deutschland SMAD und den Behörden der damaligen SBZ geworden sind.
Der Verein ist Mitglied der Familienbetriebe Land und Forst in Berlin. Dies ist der Dachverband der – bereits seit den ersten Nachkriegsjahren in jedem der alten Bundesländer bestehenden – Verbände land- und forstwirtschaftlicher Grundbesitzer sowie der nach 1990 in den neuen Bundesländern neu gegründeten Landesverbände.